# Ksenija Čobanović
Ksenija Čobanović (Novi Sad, 15. septembar 1973) je savremena primenjena umetnica, grafička dizajnerka, likovna i grafička urednica i kulturna delatnica. Svojim dugogodišnjim radom u Kulturnom centru Novog Sada, učestvovala je u kreiranju, organizaciji i realizaciji mnogobrojnih kulturnih manifestacija.Grafički je uredila i opremila više od 100 knjiga iz oblasti beletristike, poezije, nauke, kulture, kao i udžbenika, CD izdanja, brošura, časopisa i monografija.  Uredila je više od 100 izložbi savremenih vizuelnih umetnika iz Srbije i inostranstva.Grafički je opremila štampani materijal (kataloga, plakata i pozivnica) za preko 250 izložbi savremene likovne umetnosti, kao i stotine muzičkih, scenskih i književnih programa  . Živi i radi u Srbiji. 

## Biografija
Godine 1992. Ksenija Čobanović završila je srednju školu za dizajn „Bogdan Šuput” u Novom Sadu, odsek Dizajn tekstila i odevanja. Nakon dve godine, 1994,  upisala je Akademiju umetnosti u Novom Sadu, departman likovnih umetnosti, odsek Grafičke komunikacije, u klasi prof. Branislava Dobanovačkog. Diplomu grafičke dizajnerke i profesorke likovne kulture stekla je 2003. godine. Godine 1999. postaje članica UPIDIV-a. U periodu od 1999 — 2006. radila je  kao freelance grafička dizajnerka.Bila je angažovana kao honorarna saradnica u Likovnoj redakciji Kulturnog centra Novog Sada od 2006 — 2007. godine , a 2008. godine postaje  urednica galerije „Mali likovni salon” u Kulturnom centru Novog Sada, do 2011. godine, kada je premeštena na poziciju Dizajnerke / Grafičke urednice u Kulturnom centru Novog Sada. U periodu od 2011 — 2014. godine vršila je i funkciju Urednice likovnog programa u galeriji „Tribina mladih“ Kulturnog centra Novog Sada. Tokom 2014. i 2015. godine bila je angažovana kao grafička urednica specijalizovanog magazina za vinsku i gastro kulturu „Wine & Fine“. U periodu od 2016 — 2021. godine angažovana je kao organizatorka i grafička urednica (vizuelni identitet celog serijala) u produkciji putopisnog TV serijala „Bez aranžmana", autora i scenariste Blaža Popovića, koji je realizovan u koprodukciji RTV Vojvodine i produkcijske kuće "Scomediasco". Serijal obuhvata 208 epizoda snimljenih u muzejima i znamenitostima širom Italije, Belgije, Holandije, Francuske i Tunisa. Producirala je i grafički uredila dokumentarni film „Seoba Srba – slika iz slike" o slikaru Paji Jovanoviću, autora Blaža Popovića ( 2021 / 2022. godine), koji je bio sastavni deo izložbe „Migracije u umetnosti - umetnost migracija" realizovanoj u Galeriji Matice srpske u okviru projekta NoviSad2021. Nakon toga, 2022. godine producirala je i grafički uredila dva dokumentarna filma o životu i delu Uroša Predića: „Uroš - nezavršeno stoleće" i „Uroš Predić - život posvećen lepoti i umetnosti", oba autorsko delo novinara Blaža Popovića, u sklopu izložbe u Galeriji Matice srpske priređenoj u povodu 175. godišnjice ove institucije. Godine 2021. kreirala je vizuelni identitet Gradske koncertne dvorane „Sala" čiji je umetnički direktor violinista Stefan Milenković. Učestvuje na kolektivnim izložbama u zemlji. Kao autorka, zastupljena je u publikacijama "Plakat & dizajn knjige - savremeni novosadski grafički dizajn" (Muzej savremene umetnosti Vojvodine, 2019) autora Vladimira Mitrovića,  u II tomu Monografije UPIDIV-a: "Novosadska škola kulturnog plakata" (Udruženje primenjenih umetnika i dizajnera Vojvodine, 2017) autora Vladimira Mitrovića, kao i u studijskom radu Miroslava Mušića „Plakat u Vojvodini posle 2000. godine".

## Projekti
- Uredila je preko 100 samostalnih i kolektivnih izložbi umetnika iz Srbije i Evrope
- Promotivna kampanja Tehnološkog fakulteta u Novom Sadu, 2007. 2008, 2009, 2010, 2011. i 2015. godine
- Koncipiranje, koordinacija i realizacija projekta 2. dečiji festival multikulturalnosti Hajde da se upoznamo, maj 2012. godine
- Koncipiranje i realizacija projekta: ilustratorska kolonija u okviru manifestacije „Antićevi dani 2012“ – prva kolonija ilustracije u našoj zemlji
- Organizacija i grafičko uređenje za novosadski ogranak književnog festivala 77. Svetski kongres međunarodnog PEN-a „Književnost - jezik sveta”, 2011.
- Autorka vizuelnog identiteta i pratećeg promotivnog materijala manifestacije „Novosadski jazz festival“, 2006, kao i u periodu od 2012 — 2023. godine[16]
- Autorka vizuelnog identiteta i pratećeg promotivnog materijala manifestacije „Antićevi dani“, u periodu od 2008 — 2023. godine
- Autorka vizuelnog identiteta i pratećeg promotivnog materijala manifestacije „Prosefest“ – Međunarodni festival proznog stvaralaštva u Novom Sadu, u periodu od 2008 — 2022. godine[17]
- Autorka vizuelnog identiteta i pratećeg promotivnog materijala manifestacije „INFANT“ – Internacionalni festival alternativnog i novog teatra, u periodu od 2022 — 2024. godine
- Autorka korporativnog identiteta Tehnološkog fakulteta u Novom Sadu, u periodu od 2005 — 2018. godine
- Autorka vizuelnog identiteta Poljoprivrednog fakulteta u Novom Sadu, 2005. i 2019. godine
- Osmišljavanje i realizacija štanda Gradske uprave za kulturu  na 16. međunarodnoj izložbi umetnosti ART EXPO i 17. međunarodnom Salonu knjiga, Novi Sad, 2011.
- Osmišljavanje i realizacija štanda Gradske uprave za kulturu i projekta Evropska prestonica kulture 2020, na 17. međunarodnoj izložbi umetnosti ART EXPO i 18. međunarodnom Salonu knjiga, Novi Sad, 2012.[18]
- Osmišljavanje i realizacija štanda Tehnološkog fakulteta u Novom Sadu na Međunarodnom sajmu obrazovanja „Putokazi”, godine u periodu od 2005. do 2014. godine
- Dizajn enterijera i priprema štampanog materijala za manifestaciju „Shell transport open days" u organizaciji Shell-a i Navak-a, Subotište, 2016.

## Učešće u evropskim projektima
- Vizuelni identitet projekta Tempus IV International Joint Master programme on Material and Energy Flows management], (2013 — 2016)[19]
- Vizuelni identitet i promocija projekta Tempus IB_ JEP 19020-2004 / European Union Oriented Environmental / Management Courses,] (2010 — 2013)[20]
- Vizuelni identitet i promocija projekta Tempus - Creation of university-enterprise cooperation networks for education on sustainable technologies, (2009 — 2013)
- Vizuelni identitet i promocija IPA projekta Cross-border learning region: examination of universities’ possible role in the economic development of the Hungarian-Serbian cross-border region (2011 — 2012)

## Publikacije (izbor)
- „Očuvanje dunavskog limesa u Srbiji kroz istraživanje rimskih maltera" - "MoDeCo2000" (Tehnološki fakultet u Novom Sadu, Arheološki institut Beograd: Institut za ispitivanje materijala, 2023[21]
- „Metodologija ispitivanja istorijskih maltera = Manual for the laboratory research of historical mortars"  prof. dr Snežana Vučetić, prof. dr Jonjaua Ranogajec (Tehnološki fakultet u Novom Sadu, 2022)
- „ Kolekcija Pavla Beljanskog: Biseri moderne]" (Spomen-zbirka Pavla Beljanskog, 2015), prof. dr Jasna Jovanov i prof. dr Zvonko Maković[22][23][24]
- „Miroslav Kraljević i sledbenici" (Spomen-zbirka Pavla Beljanskog, 2015), prof. dr Jasna Jovanov i prof. dr Zvonko Maković
- Antologija savremene kratke priče „Antilogika slike“, autora Slavka Krunića (Kulturni centar Novog Sada, 2015)
- Monografija „50 godina Tehnološkog fakulteta u Novom Sadu" (Tehnološki fakultet u Novom Sadu, 2009)[25]
- Vizuelni identitet edicija „Prosefest”, „Anagram”, „Antićevi dani” i „Džepni Prosefest” u izdanju Kulturnog centra, kao i grafička oprema knjige za 30 izdanja poezije i beletristike u okviru ovih edicija, u periodu od 2009 – 2012. godine
- Oprema knjige „Bernardijeva soba“ (Kulturni centar Novog Sada, 2011), autora Slobodana Tišme, dobitnika NIN-ove nagrade za 2011. godinu